# Vera Dua
Vera Dua (Gent, 25 oktober 1952) is een Belgische voormalig politica voor Agalev en Groen.

## Biografie
Dua was in haar jeugd, begin jaren 70, lid van de Belgische Jeugdbond voor Natuur (BJN), waarin ze vooral actief was als vogelkijkster. In 1975 studeerde ze af als landbouwkundig ingenieur, specialisatie waters en bossen, en behaalde elf jaar later, in 1986, een doctoraat in de landbouwwetenschappen aan de Rijksuniversiteit Gent. 
Van 1976 tot 1979 was Dua wetenschappelijk medewerker bij het Instituut tot Aanmoediging van het Wetenschappelijk onderzoek in Nijverheid en Landbouw, dat via subsidies onderzoek naar industrie en landbouw moest stimuleren. Nadien werkte zij van 1979 tot 1981 mee aan een BTK-project Landinrichting voor de Vlaamse Landmaatschappij en was zij van 1981 tot 1986 wetenschappelijk medewerker voor milieu en bossen aan de Universiteit Gent. In 1986 ging ze aan de slag als ambtenaar bij het toenmalige Waters en bossen (het huidige Agentschap voor Natuur en Bos) van het toenmalige Aminal, de administratie voor milieu, natuur-, land- en waterbeheer. Dit deed ze tot in 1991. In die periode was ze tevens van 1984 tot 1994 lid van de raad van bestuur van de Vlaamse Bosbouwvereniging, van 1990 tot 1991 bestuurslid van de Stichting Leefmilieu en van mei tot december 1991 secretaris van de Vlaamse Hoge Bosraad.
In 1984 sloot Dua zich aan bij de groene partij Agalev, waar ze aan de wieg stond van de vrouwenwerking binnen de partij, waarvan ze van 1985 tot 1991 nationaal coördinator was. Ze werd bij Agalev binnengeloodst door Luc Lemiengre, het eerste Gentse gemeenteraadslid van de partij. Bij de verkiezingen van 1988 veroverde Dua zelf een zitje in de Gentse gemeenteraad, waar ze bleef zetelen tot in 1991. 
In november 1991 werd Dua voor het kiesarrondissement Gent-Eeklo verkozen in de Kamer van volksvertegenwoordigers, waar ze bleef zetelen tot in mei 1995. In de periode januari 1992-mei 1995 had ze als gevolg van het toen bestaande dubbelmandaat ook zitting in de Vlaamse Raad, de voorloper van het Vlaams Parlement. In de Vlaamse Raad was ze in januari-november 1992 ondervoorzitter van de commissie Leefmilieu en Natuurbehoud en van 1993 tot 1995 voorzitter van de werkgroep Vrouwen.
Bij de eerste rechtstreekse verkiezingen voor het Vlaams Parlement van 21 mei 1995 werd ze verkozen in de kieskring Gent-Eeklo. Daar voerde ze onder andere oppositie tegen toenmalig Vlaams minister van Landbouw Theo Kelchtermans (CVP). Ze was van 1995 tot 1997 tevens voorzitter van de werkgroep Gelijke Kansen en Emancipatie, in 1996 herdoopt tot de werkgroep Gelijke Kansen voor Mannen en Vrouwen, van 1995 tot 1999 lid van de commissie Binnenlandse Aangelegenheden, Stadsvernieuwing en Huisvesting en van 1998 tot 1999 lid van de commissie Mediabeleid. In 1995 liet ze zich opmerken door in de Stille Oceaan te protesteren tegen Franse atoomproeven op het eiland Moruroa. Tussen juni 1995 en juli 1999 werd ze door het Vlaams Parlement aangewezen als gemeenschapssenator in de Senaat. Vanuit haar engagement voor vrouwenrechten was Dua van 1997 tot 1999 tevens lid van de raad van bestuur van RoSa, het kenniscentrum voor feminisme en gendergelijkheid.
Na de verkiezingsoverwinning van 13 juni 1999 bleef ze tot midden juli nog even Vlaams volksvertegenwoordiger en volgde ze op 13 juli 1999 Theo Kelchtermans op als Vlaams minister van Landbouw en Leefmilieu. Ze streefde als minister naar de uitbreiding van de natuurgebieden. Verder wilde ze de mestoverschotten sterk beperken. Daardoor kreeg ze het soms aan de stok met de landbouwers. Onder haar signatuur voerde de Vlaamse regering de gezondheidstest op pasgeborenen in.
Na de zware verkiezingsnederlaag van Agalev bij de federale verkiezingen van 18 mei 2003 stapte ze op als Vlaams minister en ging ze terug zetelen in het Vlaams Parlement, waar ze zitting nam in de commissie Binnenlandse Aangelegenheden, Huisvesting en Stedelijk Beleid. Ze werd als minister opgevolgd door partijgenoot Ludo Sannen. Ook na de volgende Vlaamse verkiezingen van 13 juni 2004 bleef ze Vlaams volksvertegenwoordiger tot juni 2009. In de legislatuur 2004-2009 was ze toegevoegd lid van de commissie Economie, Werk en Sociale Economie, tot ze in 2008 overstapte naar de commissie Wonen, Stedelijk Beleid, Inburgering en Gelijke Kansen. Tussen juli 2007 en juni 2009 werd ze door het Vlaams Parlement opnieuw aangewezen als gemeenschapssenator.
Op 15 november 2003 werd ze de eerste voorzitster van de tot Groen! omgevormde partij. In november 2007 stond ze deze zetel af aan Mieke Vogels.
In juni 2009 trok ze niet langer de lijst voor Groen! voor de Vlaamse verkiezingen en stopte met de nationale politiek. Ze bleef wel actief als gemeenteraadslid in Gent, een functie die ze van 2007 tot 2011 opnieuw uitoefende. Bij haar laatste verkiezingen in 2006 haalde de groene partij 12,8 procent in Gent. Dat was toen een van de beste resultaten van de partij in Oost-Vlaanderen.
In oktober 2024 werd Dua door Groen gevraagd om in Gent als verkenner op te treden na de lokale verkiezingen. Na de verkiezingen besloot Voor Gent, een lokaal kartel tussen Vooruit en Open Vld dat de grootste formatie werd in Gent, niet meer met Groen maar met N-VA te willen besturen, maar de leden van Vooruit keurden na woelige dagen met straatprotesten van progressieve Gentenaars het bestuursakkoord af, hetgeen diepe wonden sloeg tussen de verschillende politieke kopstukken aan socialistische en groene zijde. Het initiatief kwam daarna bij Groen, door het aflopen van de wettelijk vastgelegde termijn van de grootste partij. Groen stuurde Dua het veld in om de onderhandelingen met Voor Gent nieuw leven in te blazen. Dua slaagde in haar opdracht en wist toenadering te bereiken tussen Voor Gent en Groen, die uiteindelijk een coalitie gingen vormen.

### Na de politiek
Vanaf 2011 was Dua onbezoldigd academisch consulent bij het Centrum voor Duurzame Ontwikkeling (CDO) aan de UGent. Dat jaar besloot ze ook te stoppen met de lokale politiek om zich vanaf dan uitsluitend toe te leggen op duurzame ontwikkeling. Paul Pataer was haar opvolger als gemeenteraadslid. Sinds 2017 is ze er gastprofessor.
Eind maart 2013 koos de algemene vergadering van Bond Beter Leefmilieu Vera Dua als voorzitter. In juni 2022 volgde Ignace Schops haar op.
Van 2018 tot 2019 was Dua lid van het toezichtsorgaan van de fusiehaven North Sea Port.